# (6099) Saarland
(6099) Saarland – planetoida z pasa głównego asteroid okrążająca Słońce w ciągu 3 lat i 176 dni w średniej odległości 2,3 j.a. Została odkryta 30 października 1991 roku. Przed nadaniem nazwy planetoida nosiła oznaczenie tymczasowe (6099) 1991 UH4.